# 迪沙县 (阿肯色州)
迪沙县（英語：Desha County）是位于美国阿肯色州东南部的一个县，面积2,123平方公里，县治阿肯色城。根据2020年美國人口普查，共有人口11,395人。迪沙县成立于1838年12月12日，县名源自1812年战争中的班傑明·迪沙上尉。